# Nocomis
Nocomis asper es un género de peces de la familia de los Cyprinidae en el orden de los Cypriniformes.

## Especies
Las especies de este género son:
- Nocomis asper Lachner & R. E. Jenkins, 1971
- Nocomis biguttatus (Kirtland, 1840)
- Nocomis effusus Lachner & R. E. Jenkins, 1967
- Nocomis leptocephalus (Girard, 1856)
- Nocomis micropogon (Cope, 1865)
- Nocomis platyrhynchus Lachner & R. E. Jenkins, 1971
- Nocomis raneyi Lachner & R. E. Jenkins, 1971